# 3. okręg wyborczy w Dakocie Południowej
Trzeci okręg wyborczy w Dakocie Południowej - były jednomandatowy okręg wyborczy do Izby Reprezentantów Stanów Zjednoczonych w Dakocie Południowej. Okręg został utworzony po spisie ludności w 1910 roku, gdy Dakota Południowa zyskała trzeciego przedstawiciela w Izbie Reprezentantów i zlikwidowany po spisie ludności w 1930 roku, gdy Dakota Południowa utraciła swojego trzeciego przedstawiciela w Izbie Reprezentantów.

## Chronologiczna lista przedstawicieli
| Kongres | Przedstawiciel     | Data objęcia urzędu | Data opuszczenia urzędu | Partia polityczna    |
| ------- | ------------------ | ------------------- | ----------------------- | -------------------- |
| 63.     | Eben Wever Martin  | 4 marca 1913        | 3 marca 1915            | Partia Republikańska |
| 64.     | Harry Luther Gandy | 4 marca 1915        | 3 marca 1921            | Partia Demokratyczna |
| 65.     | Harry Luther Gandy | 4 marca 1915        | 3 marca 1921            | Partia Demokratyczna |
| 66.     | Harry Luther Gandy | 4 marca 1915        | 3 marca 1921            | Partia Demokratyczna |
| 67.     | William Williamson | 4 marca 1921        | 3 marca 1933            | Partia Republikańska |
| 68.     | William Williamson | 4 marca 1921        | 3 marca 1933            | Partia Republikańska |
| 69.     | William Williamson | 4 marca 1921        | 3 marca 1933            | Partia Republikańska |
| 70.     | William Williamson | 4 marca 1921        | 3 marca 1933            | Partia Republikańska |
| 71.     | William Williamson | 4 marca 1921        | 3 marca 1933            | Partia Republikańska |
| 72.     | William Williamson | 4 marca 1921        | 3 marca 1933            | Partia Republikańska |